# Imperio Club de Fútbol
L'Imperio Club de Fútbol fou un club espanyol de la ciutat de Madrid.
El club va néixer el 1923 amb el nom Imperio Foot-Ball Club, que canvià a Imperio Club de Fútbol el 1940. Va jugar a Segona Divisió la temporada 1939-40. El 1947 va desaparèixer.

## Palmarès
- Campionat d'Espanya d'Aficionats: 
  - 1931-32[3]

- Campionat de Castella d'Aficionats: 
  - 1931-32, 1934-35, 1939-40[4]

## Temporades
| Temporada | Nivell | Divisió    | Posició | Copa del Rei |
| --------- | ------ | ---------- | ------- | ------------ |
| 1923-1939 | —      | Regional   | —       |              |
| 1939/40   | 2      | 2a Divisió | 4t      |              |
| 1940/41   | 4      | 1a Reg.    | 5è      |              |
| 1941/42   | 4      | 1a Reg.    | 1r      |              |
| 1942/43   | 4      | 1a Reg.    | 2n      |              |
| 1943/44   | 3      | 3a Divisió | 5è      |              |
| 1944/45   | 3      | 3a Divisió | 9è      |              |
| 1945/46   | 3      | 3a Divisió | 2n      |              |
| 1946/47   | 3      | 3a Divisió | 10è     |              |